# Estados Unidos en los Juegos Olímpicos de Londres 1948
Estados Unidos estuvo representado en los Juegos Olímpicos de Londres 1948 por un total de 300 deportistas, 262 hombres y 38 mujeres, que compitieron en 19 deportes.
El portador de la bandera en la ceremonia de apertura fue el atleta Ralph Craig.

## Medallistas
El equipo olímpico estadounidense obtuvo las siguientes medallas:
| Nombre | Deporte           | Competición                      |
| --- | ----------------- | -------------------------------- |
| Oro |                   |                                  |
| Alice Coachman | Atletismo         | Salto de altura F                |
| Willie Steele | Atletismo         | Salto de longitud M              |
| Guinn Smith | Atletismo         | Salto con pértiga M              |
| Wilbur Thompson | Atletismo         | Peso M                           |
| Bob Mathias | Atletismo         | Decatlón M                       |
| Harrison Dillard                                                                                                   | Atletismo         | 100 m M                          |
| Mel Patton | Atletismo         | 200 m M                          |
| Mal Whitfield | Atletismo         | 800 m M                          |
| William Porter | Atletismo         | 110 m vallas M                   |
| Roy Cochran | Atletismo         | 400 m vallas M                   |
| Barney Ewell Lorenzo Wright Harrison Dillard Mel Patton                                                            | Atletismo         | 4 × 100 m M                      |
| Roy Cochran Cliff Bourland Arthur Harnden Mal Whitfield                                                            | Atletismo         | 4 × 400 m M                      |
| Equipo | Baloncesto        | Torneo M                         |
| Joseph De Pietro                                                                                                   | Halterofilia      | 56 kg M                          |
| Frank Spellman | Halterofilia      | 75 kg M                          |
| Stanley Stanczyk                                                                                                   | Halterofilia      | 82,5 kg M                        |
| John Davis | Halterofilia      | +82,5 kg M                       |
| Frank Henry (Swing Low) Charles Anderson (Reno Palisade) Earl Foster Thomson (Reno Rhythm)                         | Hípica            | Concurso completo por eqs.       |
| Glen Brand | Lucha libre       | 79 kg M                          |
| Henry Wittenberg                                                                                                   | Lucha libre       | 87 kg M                          |
| Ann Curtis | Natación          | 400 m libre F                    |
| Marie Corridon Thelma Kalama Brenda Helser Ann Curtis                                                              | Natación          | 4 × 100 m libre F                |
| Wally Ris | Natación          | 100 m libre M                    |
| Bill Smith | Natación          | 400 m libre M                    |
| Jimmy McLane | Natación          | 1500 m libre M                   |
| Allen Stack | Natación          | 100 m espalda M                  |
| Joe Verdeur | Natación          | 200 m espalda M                  |
| Wally Ris Jimmy McLane Wally Wolf Bill Smith                                                                       | Natación          | 4 × 200 m libre M                |
| Steven Lysak Stephen Macknowski                                                                                    | Piragüismo        | C2 10000 m M                     |
| Warren Westlund Robert Martin Robert Will Gordon Giovanelli Allen Morgan                                           | Remo              | Cuatro con timonel (M4+) M       |
| Ian Turner David Turner James Hardy George Ahlgren Lloyd Butler David Brown Justus Smith John Stack Ralph Purchase | Remo              | Ocho con timonel (M8+) M         |
| Vicki Draves | Saltos            | Trampolín 3 m F                  |
| Vicki Draves | Saltos            | Plataforma 10 m F                |
| Bruce Harlan | Saltos            | Trampolín 3 m M                  |
| Sammy Lee | Saltos            | Plataforma 10 m M                |
| Arthur Cook | Tiro              | Rifle en posición tendida 50 m M |
| Hilary Smart Paul Smart                                                                                            | Vela              | Star M                           |
| Herman Whiton Alfred Loomis Michael Mooney James Smith James Weekes                                                | Vela              | 6 Metre M                        |
| Plata |                   |                                  |
| Jim Delaney | Atletismo         | Peso M                           |
| Steve Seymour | Atletismo         | Jabalina M                       |
| Barney Ewell | Atletismo         | 100 m M                          |
| Barney Ewell | Atletismo         | 200 m M                          |
| Clyde Scott | Atletismo         | 110 m vallas M                   |
| Hank Herring | Boxeo             | 67 kg M                          |
| Pete George | Halterofilia      | 75 kg M                          |
| Harold Sakata | Halterofilia      | 82,5 kg M                        |
| Norbert Schemansky                                                                                                 | Halterofilia      | +82,5 kg M                       |
| Frank Henry (Swing Low)                                                                                            | Hípica            | Concurso completo ind.           |
| Robert Borg (Klingsor) Earl Foster Thomson (Pancraft) Frank Henry (Reno Overdo)                                    | Hípica            | Doma por eqs.                    |
| Gerald Leeman | Lucha libre       | 57 kg M                          |
| Ann Curtis | Natación          | 100 m libre F                    |
| Suzanne Zimmerman                                                                                                  | Natación          | 100 m espalda F                  |
| Alan Ford | Natación          | 100 m libre M                    |
| Jimmy McLane | Natación          | 400 m libre M                    |
| Bob Cowell | Natación          | 100 m espalda M                  |
| Keith Carter | Natación          | 200 m espalda M                  |
| George Moore | Pentatlón moderno | Individual M                     |
| Frank Havens | Piragüismo        | C1 10000 m M                     |
| Steven Lysak Stephen Macknowski                                                                                    | Piragüismo        | C2 1000 m M                      |
| Zoe Ann Olsen | Saltos            | Trampolín 3 m F                  |
| Patsy Elsener | Saltos            | Plataforma 10 m F                |
| Miller Anderson | Saltos            | Trampolín 3 m M                  |
| Bruce Harlan | Saltos            | Plataforma 10 m M                |
| Walter Tomsen | Tiro              | Rifle en posición tendida 50 m M |
| Ralph Evans | Vela              | Firefly M                        |
| Bronce |                   |                                  |
| Audrey Patterson                                                                                                   | Atletismo         | 200 m F                          |
| Craig Dixon | Atletismo         | 110 m vallas M                   |
| Mal Whitfield | Atletismo         | 400 m M                          |
| Herb Douglas | Atletismo         | Salto de longitud M              |
| George Stanich | Atletismo         | Salto de altura M                |
| Bob Richards | Atletismo         | Salto con pértiga M              |
| Jim Fuchs | Atletismo         | Peso M                           |
| Fortune Gordien | Atletismo         | Disco M                          |
| Robert Bennett | Atletismo         | Martillo M                       |
| Floyd Simmons | Atletismo         | Decatlón M                       |
| Miguel de Capriles Norman Armitage George Worth Dean Cetrulo James Flynn Tibor Nyilas                              | Esgrima           | Sable por eqs. M                 |
| Ladislava Bakanic Marian Barone Consetta Lenz Dorothy Dalton Meta Elste Helen Schifano Clara Schroth Anita Simonis | Gimnasia          | Concurso completo por eqs. F     |
| Richard Tom | Halterofilia      | 56 kg M                          |
| Leland Merrill | Lucha libre       | 73 kg M                          |
| Bob Sohl | Natación          | 200 m espalda M                  |
| Frederick Kingsbury Stuart Griffing Gregory Gates Robert Perew                                                     | Remo              | Cuatro sin timonel (M4-) M       |
| Patsy Elsener | Saltos            | Trampolín 3 m F                  |
| Sammy Lee | Saltos            | Trampolín 3 m M                  |
| Lockwood Pirie Owen Torrey                                                                                         | Vela              | Swallow M                        |